# Vincenzo Nibali
Vincenzo Nibali (Mesina,  14 de noviembre de 1984) es un exciclista de ruta italiano. Debutó profesionalmente en 2005 con el Fassa Bortolo, y ha corrido con Liquigas desde 2006 hasta 2012, con Astana de 2013 a 2016, con Bahrain Merida desde 2017 a 2019 y con Trek-Segafredo de 2020 a 2021. En 2022, el último año de su carrera, compitió nuevamente con el Astana Qazaqstan Team.
Es uno de los siete ciclistas que han ganado las tres Grandes Vueltas: la Vuelta a España 2010, el Giro de Italia 2013 y 2016, y el Tour de Francia 2014. También ha acabado segundo en el Giro de Italia 2011 y 2019, en la Vuelta a España 2013 y 2017, y tercero en el Giro de Italia 2010 y 2017 y en el Tour de Francia 2012.
Es el hermano mayor de Antonio Nibali, también ciclista profesional.

## Biografía

### Inicios en el ciclismo en Sicilia
Cuando tenía ocho años, su padre, barnizador, le regaló una vieja bicicleta Viner que había restaurado y pintado de rojo con la ayuda del propio Vincenzo, y con la que empezó a dar vueltas en el videoclub que regentaba su madre Giovanna. Fue asimismo su padre, Salvatore, quien le inculcó su afición al ciclismo a través del visionado de Historia del Ciclismo, que veían ambos los domingos por la tarde.
Con diez años se empeñó en subir al Etna junto a un grupo de cicloturistas veteranos; su padre le ayudó a subir al volcán remolcándole con el coche. Fue también Salvatore quien le compró un casco tras comprobar en una ruta a San Rizzo el peligro que suponía la velocidad a la que descendía en las bajadas. En una ocasión su padre le partió en dos la bicicleta delante de él como castigo por haberse peleado con un compañero en la escuela, aunque posteriormente se la arregló.
La escasa tradición e infraestructura ciclista en Sicilia hizo que Nibali no compitiera hasta los 14 años. A partir de ahí logró siete victorias como cadete.

### Traslado a la Toscana y progresión

#### Ciclismo juvenil
Con 16 años dejó la isla para mudarse a la Toscana, una región del norte de Italia con gran tradición ciclista. En concreto, se afincó en Mastromarco (cerca de Lamporecchio), localidad de su director Carlo Franceschi y en la que pasaba diez meses del año. Nibali terminaría fijando allí su residencia habitual.
En 2001, en su primera temporada como junior, logró cinco victorias. En 2002, como juvenil de segundo año, consiguió catorce triunfos, además de un tercer puesto en el Mundial júnior contrarreloj disputado en el circuito de carreras de Zolder.

#### Ciclismo aficionado
En 2003 logró siete victorias, incluyendo dos triunfos de etapa en una Vuelta a Austria en la que concluyó segundo en la clasificación general. Además, fue convocado por la selección azzurra en los Campeonatos de Europa y Mundial sub.23.
En 2004 consiguió doce victorias y fue convocado nuevamente por la Nazionale para el Campeonato de Europa y el Mundial, que ese año se celebraba además en la ciudad italiana de Verona. Nibali fue precisamente tercero en el Mundial sub-23 contrarreloj, subiendo al podio para recibir la medalla de bronce.

### Ciclismo profesional

#### Debut en el Fassa Bortolo de Ferretti

##### 2005
Debutó como ciclista profesional en la temporada 2005 con el equipo italiano del Fassa Bortolo, dirigido por un Giancarlo Ferretti que se había interesado en él por su tercer puesto en la crono de Verona.
Su insolencia y deseo de destacar desde el primer momento le acarreó algunos problemas con compañeros veteranos; años después el propio Nibali reconocería que se pasó "de sobrado". La carrera profesional de uno de esos compañeros, Dario Frigo, terminaría precisamente en el Tour de ese año al verse envuelto en una trama de dopaje.
Ferretti le llevó al Giro de Italia como espectador, para que viviera la experiencia de una gran vuelta al otro lado de las vallas.
Debido a la decisión del patrocinador principal de no continuar financiando al equipo, la formación desapareció al concluir la temporada. Varios ciclistas de la extinta escuadra, principalmente Alessandro Petacchi y sus lanzadores (incluyendo a Marco Velo), pasaron al nuevo equipo Team Milram que heredaba a su vez la licencia ProTour del también desaparecido Domina Vacanze, aunque Nibali no fue uno de ellos.

#### Primeros años en el Liquigas

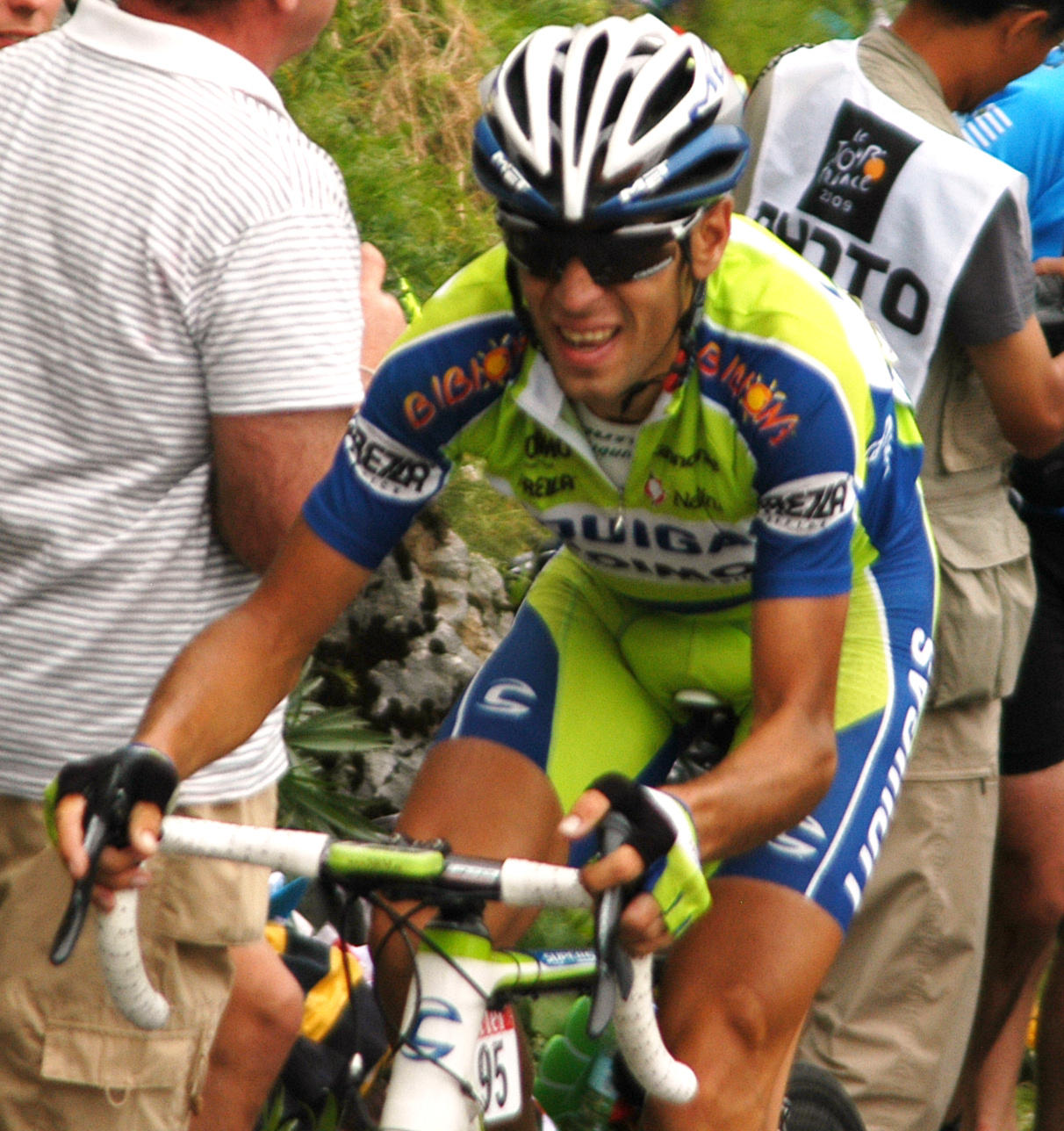
Nibali subiendo La Colombiere en el Tour de Francia.

##### 2006
Con su pase al equipo Liquigas para 2006, Nibali siguió formando parte de un equipo de categoría ProTour.
Ganó el Gran Premio de Plouay, imponiéndose a Juan Antonio Flecha.

##### 2007
En 2007 corrió por primera vez una gran vuelta al debutar en el Giro de Italia. En la ronda italiana actuó como gregario para el jefe de filas del Liquigas, Danilo Di Luca, que terminó ganando la carrera, logrando así subir al podio final de Milán con la maglia rosa.

##### 2008
Ganó el Giro del Trentino.
Fue 11.º en el Giro de Italia, siendo el segundo mejor clasificado de su equipo en la general final (con Franco Pellizotti cuarto).
Ese año debutó además en el Tour de Francia.

#### Consolidación y grandes triunfos

##### 2009
En 2009 ganó el Giro de los Apeninos, lo cual le hizo presentarse confiado a la Grande Boucle.
Fue séptimo en el Tour de Francia, siendo el mejor clasificado del Liquigas y uno de los dos corredores (junto a su compañero Roman Kreuziger, noveno) que lograron terminar entre los diez primeros de la ronda gala. Finalmente Nibali fue sexto y Kreuziger octavo tras una descalificación. Además, se hizo acreedor del maillot blanco de mejor joven, un triunfo que le aupó como gran promesa del ciclismo italiano, aunque en casa era visto con recelo por dar de lado al Giro de Italia, algo que ha cambiado con los años.

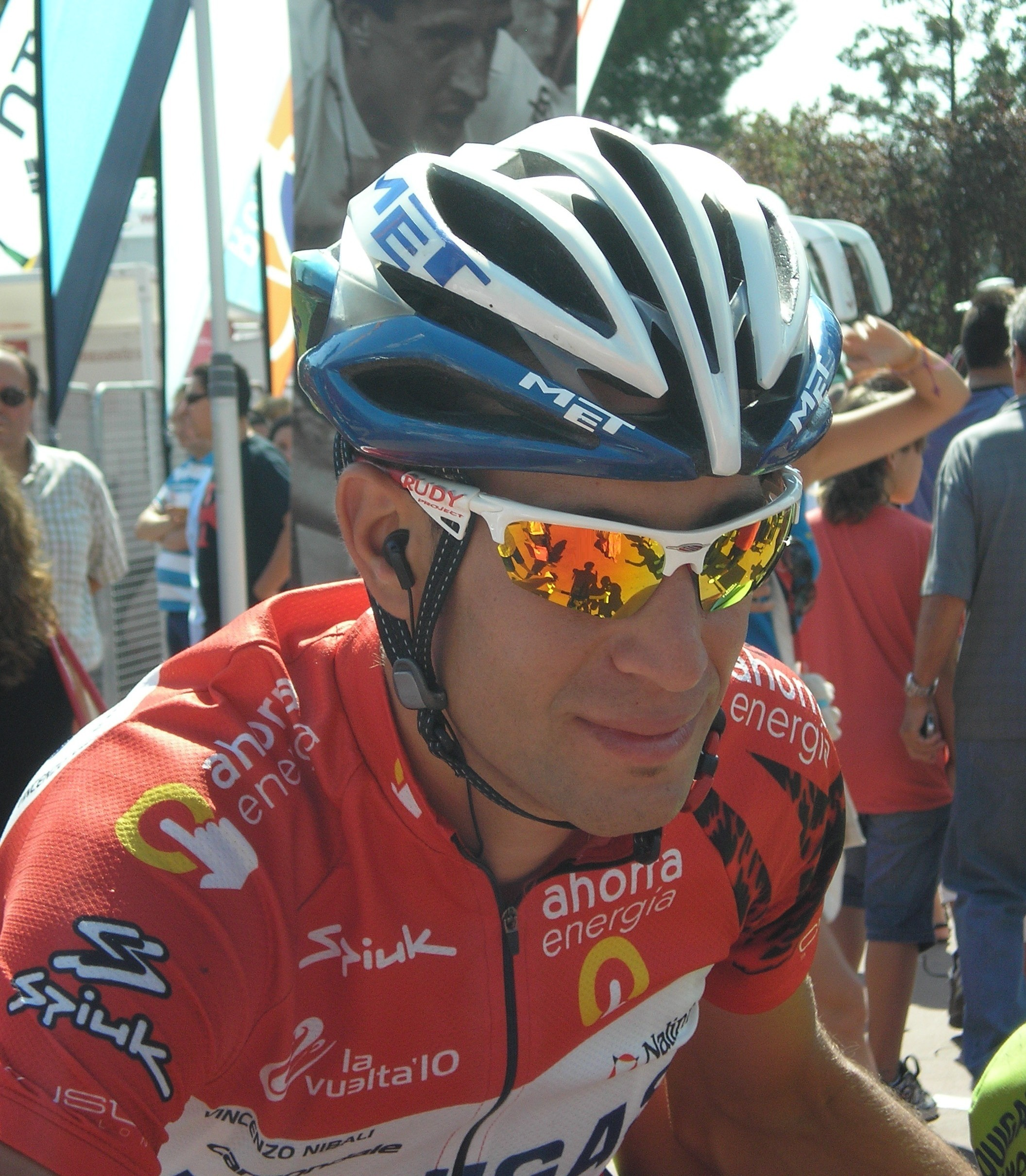
Vincenzo Nibali, vencedor de la Vuelta 2010, con el maillot rojo.

##### 2010
En 2010 ganó en la parte inicial de la temporada el Tour de San Luis disputado en Argentina.
Fue tercero en el Giro de Italia, acompañando en el podio a su compañero y jefe de filas Ivan Basso (vencedor final) y al segundo David Arroyo. Se dio la circunstancia de que no estaba planeado que Nibali acudiera al Giro sino al Tour, pero la baja de Franco Pellizotti (tercero en 2009) por irregularidades en su pasaporte biológico propició que cuatro días antes del inicio de la corsa rosa fuera telefoneado por su director para avisarle de que correría el Giro, cuando según él mismo estaba tomándose una granita en su pueblo; Nibali acudió en su Vespa al Santuario de la Madonna di Tindari para rezar a su virgen negra. El italiano llegó a vestir la maglia rosa en el transcurso de la ronda italiana. Nibali, el 12 de mayo, se vistió con la maglia rosa al hacer mejor tiempo en la contrarreloj por equipos del Giro de Italia 2010, gracias al trabajo de los Liquigas y a que Alexander Vinokourov (anterior líder), tuvo problemas con el 5.º hombre de su escuadra.
Exhausto tras la carrera, renunció al Tour para centrarse en la Vuelta a España.
Ganó la Vuelta a España ante Ezequiel Mosquera y Peter Velits, segundo y tercero respectivamente. La lucha por el maillot rojo de líder se mantuvo hasta la penúltima jornada con final en la inédita y dura ascensión a la Bola del Mundo, en una carrera en la que también fueron protagonistas Igor Antón (líder hasta su abandono por una caída) y Joaquim Rodríguez (cuarto final, y al que arrebató el liderato en la contrarreloj de Peñafiel).

##### 2011
2011 fue un año de sensaciones diversas. Se mostró muy combativo en las clásicas Milán-San Remo y Giro de Lombardía. En cuanto a grandes vueltas, disputó el Giro de Italia, donde finalizó tercero (finalmente segundo a tan solo 46 segundos del ganador, Michele scarponi). Después, en la Vuelta a España, se fue desinflando conforme avanzaba la carrera, tras un gran comienzo. Finalizó 7.º en la general, y su año terminó sin victorias (aunque después se le otorgaría el triunfo en la cronoescalada del Giro por descalificación de Alberto Contador).

##### 2012
Vincenzo Nibali tuvo muy buena actuación durante este año, luchando en algunas clásicas y terminando en tercera posición del Tour de Francia, tan solo por detrás de Bradley Wiggins y Chris Froome, primero y segundo respectivamente.

#### Problemas con su equipo y fichaje por el Astana
Unos días antes de que empezara el Tour de Francia se filtró información de que el ciclista italiano podría dejar al Liquigas al final de la temporada. Al empezar el período de traspasos esto se confirmó y Nibali fichó por el equipo Astana para la temporada 2013. Según páginas de Internet este cambio se debió la intención de Nibali de ir a la Vuelta a España, que su equipo no le permitió, dándole un calendario totalmente diferente. Se unía así a Giussepe Martinelli, antiguo director del añorado Marco Pantani.

##### 2013
Nibali empezó la temporada en el Tour de San Luis, donde no obtuvo buenos resultados en las etapas de montaña, pero obtuvo un buen resultado en contrarreloj terminando en cuarto lugar. Días más tarde en febrero, participó en el Tour de Omán, donde en la única etapa de montaña llegó en 4.º lugar, en la clasificación general llegó séptimo a 1 min 19 s del líder Chris Froome ganador final. Más tarde vencería en la Tirreno-Adriático sobre Chris Froome, que tenía bajo control la carrera. En un ataque, el italiano daría un vuelco a la prueba, llevándose su segundo "tridente" (trofeo con el que se galardona al ganador). Un mes después, Nibali regresaba a la competición, en el Giro del Trentino, donde tras una lucha con Bradley Wiggins se llevaría una etapa y la clasificación general, repitiendo así su triunfo de 2008.

##### Giro de Italia 2013
Todas estas victorias, lo llevaron a su mejor nivel de cara a su objetivo número 1; el Giro de Italia. En el Giro se colocó la maglia rosa tras la contrarreloj de la etapa 8 con una diferencia sobre Cadel Evans de 29 s. En la 14.ª etapa amplió las diferencias a casi un minuto y medio con Evans cuando atacó en la última subida al monte Jafferau (Bardonecchia) sin que el australiano ni Rigoberto Urán (3.º en la general), pudieran seguir al siciliano, que incluso permitió que Mauro Santambrogio (único que pudo seguirlo) ganara la etapa. Logró la victoria en la cronoescalada de la 18.ª etapa y confirmó su momento ganando en las Tres Cimas de Lavaredo. Finalmente, después de 21 días y 2 victorias de etapa, Nibali cumplió su sueño y se adjudicó la 96.ª edición del Giro de Italia, aventajando a Urán en 4 min 43 s y a Evans en 5 min 52 s. También fue segundo en la clasificación por puntos solo superado por Mark Cavendish.

##### Vuelta a España 2013
En la Vuelta a España 2013 era el favorito para vestirse con el maillot rojo de vencedor de la general. Aunque en el momento no se supo si participaba para preparar el Mundial de Ciclismo en Ruta o para luchar por la general, en la primera semana se supo que estaba luchando por el maillot rojo. En la cuarta etapa, Nibali consiguió vestirse el maillot de líder, pero lo perdió en la octava para recuperarlo tres días después en la contrarreloj. Un bajón de Nibali en las etapas de los Pirineos, en Peña Cabarga y el Alto del Naranco, hizo que Chris Horner se lo quitara, pasando al segundo puesto. La general se jugó en la última etapa en el Angliru con Horner de líder y Nibali a 3 segundos, donde Horner consiguió más ventaja en la general y Nibali terminó en segundo lugar.

#### La Triple Corona
La temporada 2014 de Nibali iba a estar centrada en el Tour de Francia. Sin grandes actuaciones finalizó 21.º en la París-Niza, 44.º en la Milán-San Remo, 52.º en la Amstel Gold Race, 14.º en la Flecha Valona y 30.º en la Lieja-Bastoña-Lieja. Esto llevó a que el mánager del Astana, Aleksandr Vinokúrov, le enviara una carta manifestándole su descontento por los magros resultados del italiano.
Durante mayo, logró ser 5.º en el Tour de Romandía, para luego hacer una concentración de altura en el Teide. En junio fue 7.º en el Critérium del Dauphiné y campeón italiano de ruta. A pesar del mal inicio de temporada, gracias a esa mejoría fue considerado por muchos como candidato a ganar el Tour de Francia, aunque en un segundo nivel y por debajo de los principales favoritos, Chris Froome y Alberto Contador.

##### Tour de Francia 2014

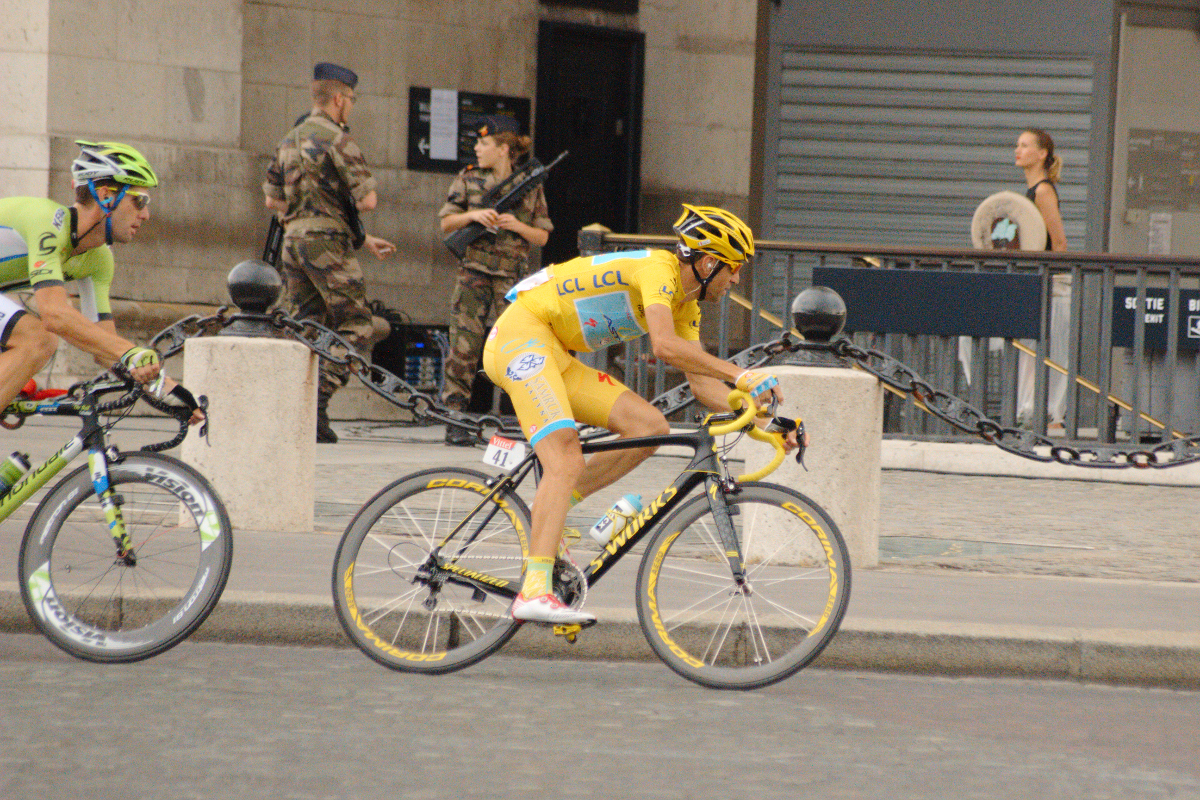
Nibali en la última etapa del Tour de Francia.

En el Tour de Francia, Nibali dio el primer golpe en la segunda etapa con un ataque a 2 kilómetros de la meta. La indecisión de los favoritos provocó una tardía reacción y ganó por 2 segundos poniéndose el maillot amarillo de líder. En la quinta etapa, Chris Froome abandonó la carrera debido a las caídas sufridas, y en los tramos de pavé Nibali aprovechó un retraso de Contador para irse hacia adelante junto a sus compañeros de equipo Fuglsang y Westra, sacándole en meta 2 minutos y medio. Sin Froome, se preveía una lucha Nibali-Contador por la victoria del Tour pero se vio frustrada cuando el español abandonó en la décima etapa debido a una caída. Esa etapa precisamente la ganó Nibali y era la primera con final en alto. De ahí en adelante el italiano no tuvo rivales y fortaleció su liderato día a día, ya que sus rivales más cercanos (Richie Porte, Alejandro Valverde) estaban muy lejos del nivel del siciliano. Ganó dos etapas más, en Chamrousse y Hautacam, sumando 4 en total y terminó ganando el Tour con casi 8 minutos de diferencia sobre el segundo clasificado. Con ello, Nibali logró la triple corona e ingresó en el selecto grupo de ciclistas que han sido ganadores de las tres Grandes Vueltas.

#### 2015

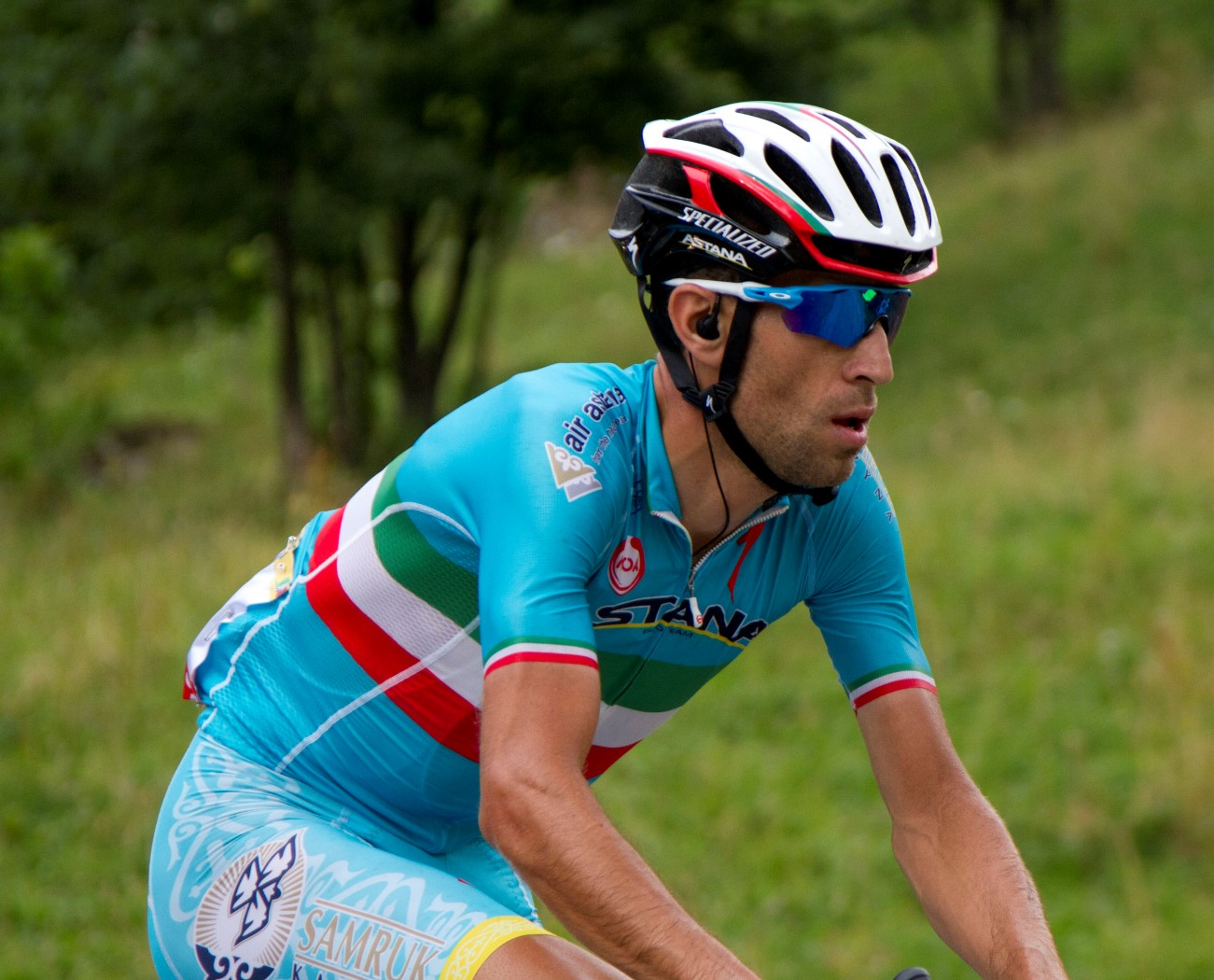
Nibali en el Tour de Francia de 2015.

Tras una lesión invernal en el talón de Aquiles, iniciaría su temporada en febrero, en Dubái y Omán, y en marzo corrió la Tirreno-Adriático. A finales de marzo disputaría la Milán San Remo, quedando 45.º. Tras un inicio de temporada más bien discreto, por primera vez participó en la Amstel Gold Race. Su mejor posición en las clásicas de las Árdenas era su 13.º puesto en Lieja. Su preparación seguía hacia el Tour de Francia, participando en el Tour de Romandía, en el que haría 10.º. Un mes después, competiría en el Critérium del Dauphiné, en el que se vestiría de amarillo en la etapa de Villard-de-Lans. Lo perdería ante Chris Froome al día siguiente.
Una semana antes de empezar el Tour de Francia, se proclamaría por segunda vez campeón de Italia. El Tour no se desarrollaría como él quería, al perder en la segunda etapa tiempo en los abanicos. Seguiría perdiendo tiempo en la Pierre-Saint-Martin, donde no conseguiría aguantar desde el principio de la subida con los mejores. Aun así, conseguiría una etapa en La Toussuire escapado. Finalizaría 4.º la general del Tour de Francia, por detrás de Chris Froome, Nairo Quintana y Alejandro Valverde.
Intentando reconducir la temporada, participaría en La Vuelta. En la segunda etapa, sufriría una caída, junto a otros corredores, a 30 km del final. Tras eso, se agarró en el coche de su director, para recorrer unos 150 m, intentando recortar la distancia con el pelotón. Al finalizar la etapa, los comisarios decidieron expulsarlo de la carrera, además de imponerle una sanción económica de 200 CHF. Tras esto, consiguió ganar la Coppa Bernocchi, fue 2.º en la Coppa Agostoni y 3.º en el Memorial Marco Pantani. Posteriormente, competiría en el mundial de Richmond, quedando 42.º. Finalizaría su temporada ganando Il Lombardía, uno de los cinco monumentos del ciclismo.

#### 2016: Segundo Giro de Italia
A finales de 2015, Nibali estableció sus objetivos de la temporada 2016. Primero, el Giro de Italia en mayo, y segundo, el campeonato en ruta de los Juegos Olímpicos de Río de Janeiro.
Nibali inició la temporada como en años anteriores, en dos vueltas menores, como era el Tour de San Luis, en Argentina, y el Tour de Omán, donde venció en la cuarta etapa, que era la "etapa reina", ganando así también la clasificación general. Tras eso, se presentó como uno de los principales favoritos a la victoria en la Tirreno-Adriático, pero que no podría culminar por la anulación de la etapa reina, por culpa de la nieve. Tras la Tirreno-Adriático, hizo una concentración en la isla de Tenerife, en el Teide, previo a correr el Giro del Trentino. En esta carrera, no tuvo los resultados deseados. Su última carrera antes del Giro de Italia fue la Lieja-Bastoña-Lieja, en la que ya fue 2.º en el año 2012, pero no se terminaría de encontrar en la Decana.

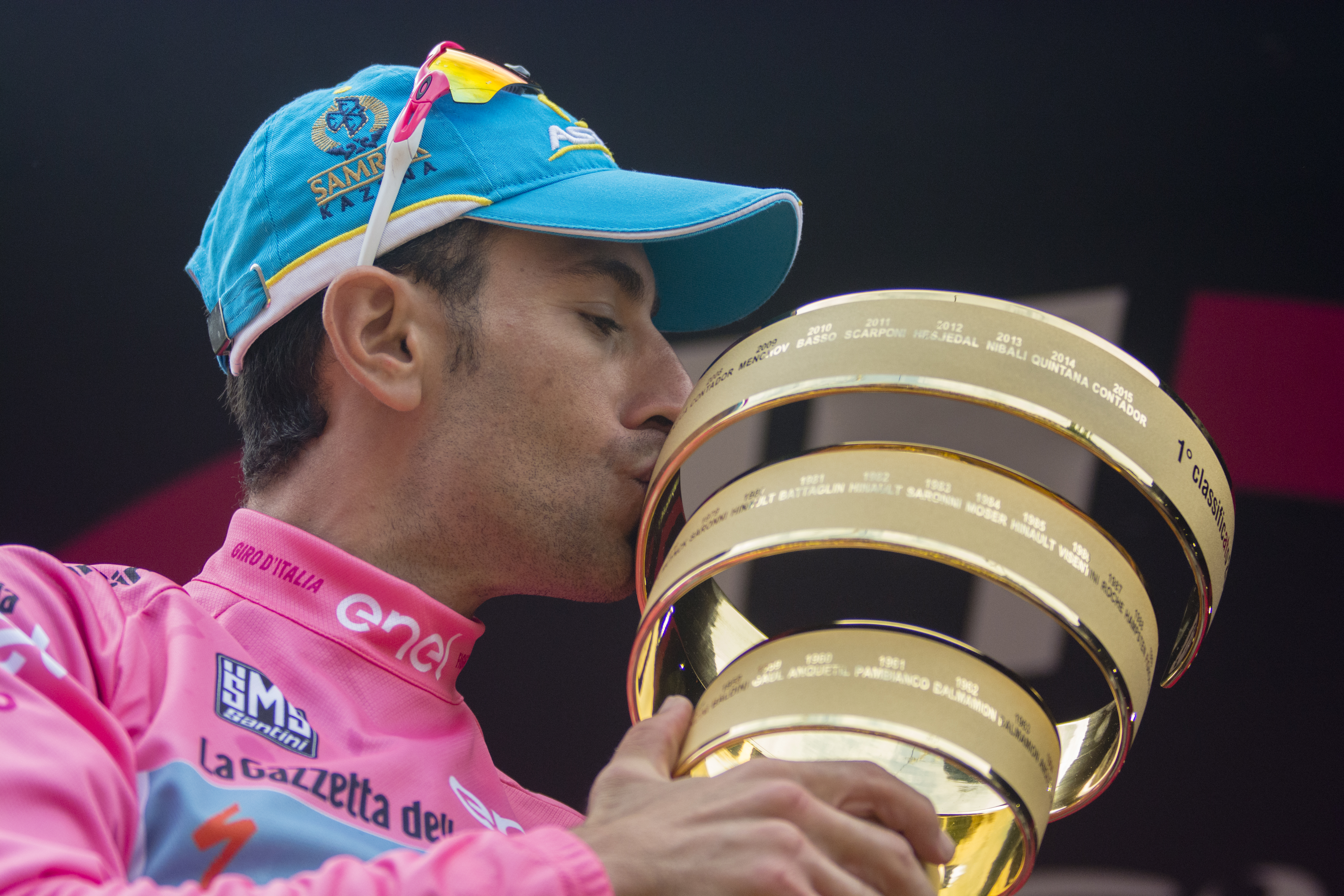
Nibali en su victoria del Giro de Italia de 2016.

Empezaría en el Giro de Italia entre los favoritos a vestir la maglia rosa en Turín. Después de los primeros días de etapas llanas, la primera llegada en alto en Roccaraso intentaría un ataque, siendo cazado por Tom Dumoulin. Durante la etapa 13, de Palmanova Cividale del Friuli, ocuparía la tercera posición, la primera del grupo de los aspirantes a la general. En la siguiente etapa, hubo diversos ataques, no podría mantener el ritmo de parte de sus rivales en la general, como Steven Kruijswijk, nueva maglia rosa y Esteban Chaves, ganador de la etapa, limitando la pérdida a 37 segundos. En la siguiente etapa, la cronoescalada de Castelrotto - Alpe di Siusi, perdió dos minutos y diez segundos, llegando 25.º, en parte, por culpa de un problema en el cambio de su bicicleta, cayendo a la tercera posición de la general. En la siguiente etapa, con llegada en Andalo, sería capaz de responder en los primeros kilómetros, manteniéndose toda la etapa con los compañeros de fuga, pero sufriendo un desfallecimiento y llegando a la línea de meta en Andalo en el undécimo lugar, perdiendo 1 minuto y 47 segundos con respeto al vencedor de la etapa que fue Alejandro Valverde y la maglia rosa. Tras esta etapa, estaría fuera del podio, a 4 minutos y 43 segundos. En la siguiente etapa, de Pinerolo a Risoul, conseguiría romper la carrera en el col del Agnello, quedándose reducido el grupo de favoritos a tres, con Vincenzo Nibali, Esteban Chaves y Steven Kruijswijk. En la bajada, Vincenzo Nibali y Esteban Chaves consiguieron poner nervioso al líder Steven Kruijswijk, que acabaría sufriendo una desastrosa caída. Beneficiándose del trabajo de su compañero de equipo Michele Scarponi, gana en solitario la etapa, volviendo a postularse como candidato a la victoria final, reduciendo a tan solo 44 segundos la desventaja con la nueva maglia rosa, que era el colombiano Esteban Chaves. En la meta le dedicó la victoria a la joven ciclista Rosario Costa, juvenil del "nell'ASD Nibali" de Messina, que falleció en un accidente de coche dos semanas antes. En la penúltima etapa del Giro de Italia, y última de montaña, con llegada en Sant'Anna di Vinadio, finalizaría la etapa 6.º, consiguiendo aventajar a la maglia rosa en 1 minuto y 36 segundos, arrebatándole in extremis la maglia rosa al colombiano Esteban Chaves.

#### 2017: Podio Giro-Vuelta y segundo Giro de Lombardía
El equipo de Bahrain Merida Pro Cycling Team, recién llegado al pelotón en la temporada 2017, reclutó al ciclista italiano en agosto de 2016 para convertirse en su líder. Nibali abrió su temporada el 23 de enero en la Vuelta a San Juan, donde consiguió acabar en el top-10 de la general. Después de un comienzo del año sin mucho éxito a pesar de un octavo lugar en la Vuelta a San Juan en Argentina, para continuar con su preparación de cara al Giro d’Italia, su gran objetivo de la temporada, el italiano participó en el Tour Abu Dhabi, la Strade Bianche, el GP Industria & Artigianato y la Tirreno Adriático. Finalmente brilló en abril al ganar el Tour de Croacia, donde venció a Jaime Rosón en la clasificación general durante la última etapa. Una victoria que dedicó a su compatriota y excompañero de equipo en Astana, Michele Scarponi, quien murió accidentalmente el día anterior.
Terminó tercero en el Giro de Italia detrás de Tom Dumoulin y Nairo Quintana después de ganar la 16.ª etapa. A continuación, se saltó el Tour de Francia para centrarse en la Vuelta a España. Principal oponente del británico Christopher Froome, logró ganar la 3.ª etapa en Andorra la Vieja. A pesar de algunas ofensivas y una buena contrarreloj en la tercera semana, Nibali no pudo derrocar a Christopher Froome en lo más alto de la clasificación general. Sin embargo, finalizó segundo en la Vuelta a España y se convirtió en el corredor activo con más podios en Grandes Vueltas, ya que tenía 10 (5 en el Giro de Italia, 2 en el Tour de Francia y 3 en la Vuelta a España).

#### 2018: Victoria en Milán-San Remo

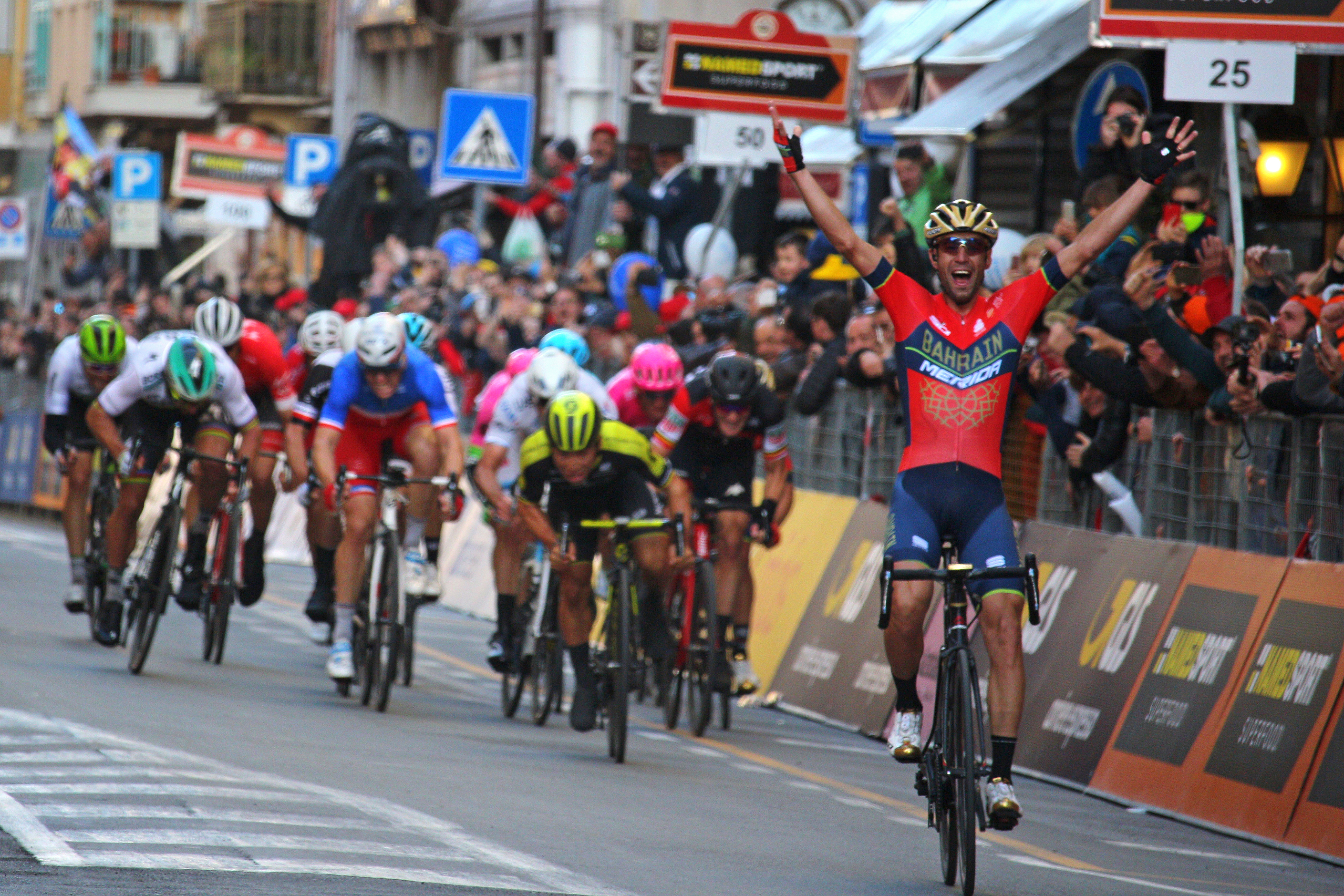
Nibali en su victoria en Milán-San Remo de 2018.

La temporada 2018 comenzó y Nibali mostró claramente sus ambiciones con el foco puesto en el Tour de Francia, pero también las clásicas. Lo confirmó al firmar uno de los éxitos más bellos de su carrera al ganar Milán-San Remo por delante de velocistas como Peter Sagan o Arnaud Démare, al hacer valer un ofensiva en el Poggio de San Remo. Un éxito inesperado, ya que el líder del equipo para la victoria era Sonny Colbrelli. Hacía doce años, con la victoria de Filippo Pozzato en 2006, que un italiano no ganaba La Classiquisima. Nibali ganó así su segundo Monumento consecutivo, después del Giro de Lombardía. En busca de una segunda victoria en el Tour de Francia, se cayó en el ascenso del Alpe d'Huez debido a la correa de una cámara de un espectador que se aferró a su manillar. Después de eso, se retiró de la carrera. Luego debió someterse a una cirugía, lo que hizo que en su regreso hiciera una discreta Vuelta a España y Campeonato del Mundo. En octubre, terminó segundo en el Giro de Lombardía, derrotado por Thibaut Pinot.

#### 2019: Segundo en el Giro
A principios de 2019 decide renunciar a las citas a principios de año en Sudamérica, debutando en el UAE Tour, donde permanece lejos de ser el mejor. Luego corre la Strade Bianche, que termina 31.º a 10 minutos del vencedor Julian Alaphilippe, y la Tirreno-Adriático, donde, a pesar de sufrir en algunos momentos, logra mantenerse todos los días con los mejores, terminando en la decimoquinta plaza de la general. El 23 de marzo participa en el Milán-San Remo, permanece en el grupo que se juega la victoria hasta el final y termina octavo. Por tanto, mejora su condición a medida que se acerca al Giro de Italia: en el Tour de los Alpes roza la victoria en algunas etapas y acaba tercero en la clasificación final, mientras que en Lieja-Bastoña-Lieja termina octavo, en el grupo de los mejores cerca del vencedor Jakob Fuglsang.

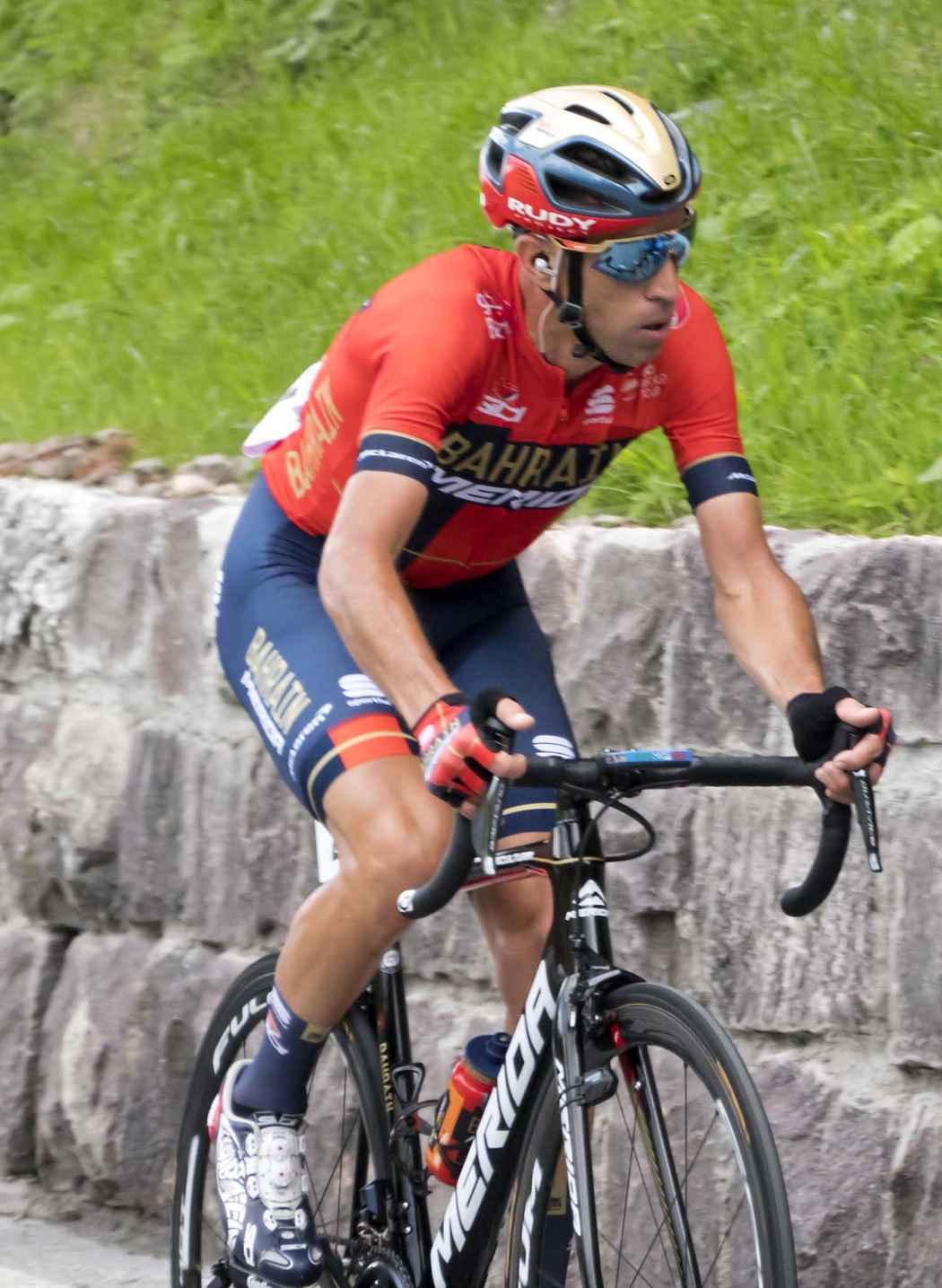
Nibali en el Giro d'Italia 2019.

Arranca el Giro de Italia como uno de los principales favoritos para la maglia rosa. En la primera etapa, una contrarreloj de 8 km que finaliza con la subida al Santuario della Madonna di San Luca, demuestra estar ya en buenas condiciones al terminar en tercer lugar a las 23" de Primoz Roglic. Después de varias etapas sin dificultades particulares, en la novena etapa , una contrarreloj de 34,5 km, pierde 1'05 " con Roglič mientras sigue ganándole tiempo al resto de rivales. En la segunda semana de carrera gracias a una lucha entre Nibali y Roglič, el maillot rosa pasa a hombros de Richard Carapaz, vencedor de la 14.ª etapa con casi 2 'de ventaja sobre el mejor. En la decimoquinta etapa logra superar a Roglič, también víctima de una caída en un descenso, ganando 40 ", pero no consigue recortar nada a Carapaz. En la decimosexta etapa intenta un ataque en el Mortirolo pero es atrapado por el maillot rosa después de unos cientos de metros, aún logrando distanciar a Roglič por más de 1 minuto. A continuación, aumenta la ventaja sobre el esloveno en la última subida sobre un puente de madera. En la vigésima y última etapa de montaña cede en la dura subida de Manghen junto con Roglic, logrando en el descenso posterior  volver al grupo de la maglia rosa. Realiza un par de ataques en la subida a la Croce d'Aune, no logrando distanciar a Carapaz, que luego recuperó 50 segundos en los 17 kilómetros de la contrarreloj final, quedando así en el segundo lugar, a 1'05 "del ciclista sudamericano, y consiguiendo el sexto podio en el Giro de Italia.
Más tarde también participó en el Tour de Francia: en las primeras etapas logró mantenerse en los 20 primeros, solo para perder la rueda de los mejores en la etapa con la llegada a Saint-Étienne, saliendo así definitivamente de la lucha por la clasificación general. En las siguientes etapas busca la victoria en la fuga, en la vigésima etapa (suspendida en el último puerto por mal tiempo), y en la llega a gran altura en Val Thorens, deja a sus compañeros de fuga a unos 10 km de meta y resiste el empuje del grupo.
Vuelve a correr a finales de agosto en la Vuelta a Alemania, donde intenta encontrar las condiciones para el final de temporada, seguido de los dos clásicas canadienses donde, además de un ataque al Grand Prix Cycliste de Québec, no encuentra resultados. No acude a las convocatorias del campeonato mundial de Yorkshire porque su estado no era el óptimo. En octubre participa en el Giro dell'Emilia donde concluye en la posición 23, cediendo en el inicio de la última, San Luca, y en la Tres Valles Varesinos, donde por un error de una moto que indica mal a su grupo, se retira. Participa en el del Giro di Lombardia el 13 de octubre, donde es uno de los favoritos para la victoria final. Sin embargo, sale por las cede en las rampas de Civiglio, terminando en el puesto 55. Con Lombardia cierra su temporada y su aventura con Baréin-Mérida.

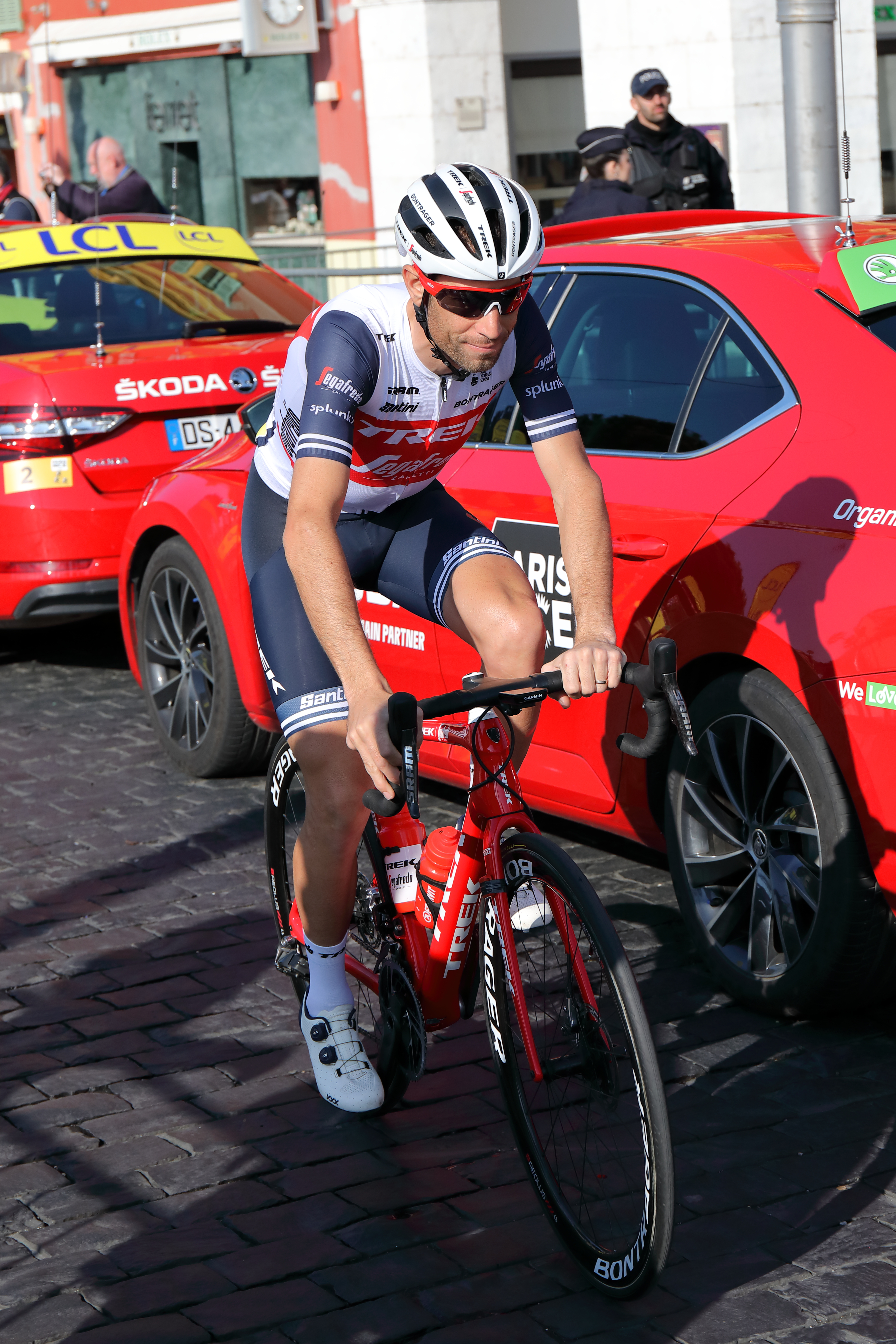
Nibali en la salida de 7.ª etapa de la París-Niza 2020.

#### 2020: Cuarto lugar en la París-Niza
En 2020 logró un cuarto puesto en la carrera por etapas París-Niza a 1'16'' detrás del ganador Maximilian Schachmann.
Aunque la carrera estuvo en riesgo por el COVID-19, no se canceló, pero se canceló la última etapa que debería haber llegado a Niza.

#### 2022: Regreso a Astana y retirada
En la temporada 2022 volvió a representar a Astana. Durante su participación en el Giro de Italia, en su ciudad natal, Messina, anunció su retirada del ciclismo profesional al final de la temporada.

## Estilo
Antes de comenzar su carrera profesional, Nibali era fanático del ciclismo de montaña y de las carreras de un día. Declaró soñar con una participación en París-Roubaix. Su perfil evolucionó una vez convertido en profesional. Excelente en descenso, muy buen escalador y buen rodador, Nibali es un corredor completo. Además, en 2012 se lo consideró un corredor ofensivo, excepto en las grandes vueltas.
Versátil por sus habilidades, Nibali también demuestra esto por sus resultados. Siendo uno de los seis corredores que ganaron las tres grandes rondas a 2014, su historial no tuvo la misma importancia en los clásicos. Ganó el Giro de Lombardía dos veces y Milán-San Remo, "la carrera más alejada de sus características" según él, en 2018.

## Palmarés
| 2004 - 3.º en el Campeonato Mundial Contrarreloj sub-23 2005 - 1 etapa de la Settimana Coppi e Bartali 2006 - 1 etapa de la Settimana Coppi e Bartali - G. P. de Plouay 2007 - G. P. Industria y Artigianato-Larciano - Giro de Toscana - 2 etapas del Tour de Eslovenia - 2.º en el Campeonato de Italia Contrarreloj 2008 - Giro del Trentino, más 1 etapa 2009 - Giro de los Apeninos - Gran Premio Ciudad de Camaiore 2010 - Tour de San Luis, más 1 etapa - 3.º en el Giro de Italia, más 1 etapa - Tour de Eslovenia, más 1 etapa - Trofeo Melinda - Vuelta a España , más 1 etapa y la clasificación de la combinada 2011 - 2.º en el Giro de Italia, más 1 etapa 2012 - 1 etapa del Tour de Omán - Tirreno-Adriático, más 1 etapa - 3.º en el Tour de Francia - Giro de Padania, más 1 etapa | 2013 - Tirreno-Adriático - Giro del Trentino, más 1 etapa - Giro de Italia , más 3 etapas - 2.º en la Vuelta a España 2014 - Campeonato de Italia en Ruta - Tour de Francia , más 4 etapas 2015 - Campeonato de Italia en Ruta - 1 etapa del Tour de Francia - Coppa Bernocchi - Tres Valles Varesinos - Giro de Lombardía 2016 - Tour de Omán, más 1 etapa - Giro de Italia , más 1 etapa 2017 - Tour de Croacia - 3.º en el Giro de Italia, más 1 etapa - 2.º en la Vuelta a España, más 1 etapa - Giro de Lombardía 2018 - Milán-San Remo 2019 - 2.º en el Giro de Italia - 1 etapa del Tour de Francia 2021 - Giro de Sicilia, más 1 etapa |

## Resultados
Durante su carrera deportiva consiguió los siguientes puestos en Grandes Vueltas y carreras de un día.

### Grandes Vueltas
| Carrera | Carrera         | 2005 | 2006 | 2007 | 2008 | 2009 | 2010 | 2011 | 2012 | 2013 | 2014 | 2015 | 2016 | 2017 | 2018 | 2019 | 2020 | 2021 | 2022 |
| ------- | --------------- | ---- | ---- | ---- | ---- | ---- | ---- | ---- | ---- | ---- | ---- | ---- | ---- | ---- | ---- | ---- | ---- | ---- | ---- |
|         | Giro de Italia  | —    | —    | 19.º | 11.º | —    | 3.º  | 2.º  | —    | 1.º  | —    | —    | 1.º  | 3.º  | —    | 2.º  | 7.º  | 18.º | 4.º  |
|         | Tour de Francia | —    | —    | —    | 19.º | 6.º  | —    | —    | 3.º  | —    | 1.º  | 4.º  | 30.º | —    | Ab.  | 39.º | —    | Ab.  | —    |
|         | Vuelta a España | —    | —    | —    | —    | —    | 1.º  | 7.º  | —    | 2.º  | —    | Exp. | —    | 2.º  | 59.º | —    | —    | —    | 45.º |

### Vueltas menores
| Carrera | Carrera                | 2005 | 2006 | 2007 | 2008 | 2009 | 2010 | 2011 | 2012 | 2013 | 2014 | 2015 | 2016 | 2017 | 2018 | 2019 | 2020 | 2021 | 2022 |
| ------- | ---------------------- | ---- | ---- | ---- | ---- | ---- | ---- | ---- | ---- | ---- | ---- | ---- | ---- | ---- | ---- | ---- | ---- | ---- | ---- |
|         | París-Niza             | —    | 66.º | —    | —    | —    | —    | —    | —    | —    | 21.º | —    | —    | —    | —    | —    | 4.º  | —    | —    |
|         | Tirreno-Adriático      | —    | —    | 17.º | —    | 10.º | 8.º  | 5.º  | 1.º  | 1.º  | —    | 16.º | 6.º  | 26.º | 11.º | 15.º | 19.º | 9.º  | —    |
|         | Volta a Cataluña       | 56.º | —    | —    | —    | —    | —    | —    | —    | —    | —    | —    | —    | —    | —    | —    | X    | —    | —    |
|         | Vuelta al País Vasco   | 92.º | —    | —    | —    | 9.º  | —    | —    | —    | —    | —    | —    | —    | —    | Ab.  | —    | X    | —    | —    |
|         | Tour de Romandía       | —    | —    | —    | —    | —    | —    | —    | —    | —    | 5.º  | 10.º | —    | —    | —    | —    | X    | —    | —    |
|         | Critérium del Dauphiné | —    | Ab.  | —    | —    | 7.º  | —    | —    | 28.º | —    | 7.º  | 12.º | —    | —    | 24.º | —    | —    | —    | —    |

### Clásicas, Campeonatos y JJ. OO.
| Carrera               | Carrera               | 2005         | 2006         | 2007         | 2008 | 2009         | 2010         | 2011         | 2012  | 2013         | 2014         | 2015         | 2016 | 2017         | 2018         | 2019         | 2020         | 2021 | 2022 |
| --------------------- | --------------------- | ------------ | ------------ | ------------ | ---- | ------------ | ------------ | ------------ | ----- | ------------ | ------------ | ------------ | ---- | ------------ | ------------ | ------------ | ------------ | ---- | ---- |
| Strade Bianche        | Strade Bianche        | X            | X            | —            | 24.º | —            | 37.º         | —            | 15.º  | —            | —            | 40.º         | 15.º | 44.º         | Ab.          | 31.º         | Ab.          | —    | —    |
|                       | Milán-San Remo        | —            | 69.º         | —            | —    | 49.º         | 28.º         | 8.º          | 3.º   | Ab.          | 44.º         | 45.º         | 33.º | —            | 1.º          | 8.º          | 23.º         | 35.º | —    |
|                       | Tour de Flandes       | —            | —            | —            | —    | —            | —            | —            | —     | —            | —            | —            | —    | —            | 24.º         | —            | —            | —    | —    |
| Amstel Gold Race      | Amstel Gold Race      | Ab.          | Ab.          | —            | —    | 19.º         | 20.º         | —            | 104.º | —            | 52.º         | 65.º         | —    | —            | 32.º         | —            | X            | —    | —    |
| Flecha Valona         | Flecha Valona         | 69.º         | 111.º        | —            | —    | 31.º         | 12.º         | —            | 8.º   | —            | 14.º         | 20.º         | —    | —            | 43.º         | —            | —            | —    | 34.º |
|                       | Lieja-Bastoña-Lieja   | 112.º        | Ab.          | 71.º         | 10.º | 39.º         | 27.º         | 8.º          | 2.º   | 23.º         | 30.º         | 13.º         | 51.º | —            | 32.º         | 8.º          | —            | —    | 30.º |
| Clásica San Sebastián | Clásica San Sebastián | 68.º         | 52.º         | —            | 27.º | —            | 75.º         | —            | —     | —            | —            | —            | —    | —            | —            | —            | X            | —    | 21.º |
| Bretagne Classic      | Bretagne Classic      | Ab.          | 1.º          | 74.º         | —    | —            | —            | —            | —     | —            | —            | —            | —    | —            | —            | —            | —            | —    | —    |
|                       | Giro de Lombardía     | 79.º         | Ab.          | 34.º         | 37.º | —            | 5.º          | 40.º         | 26.º  | Ab.          | —            | 1.º          | —    | 1.º          | 2.º          | 55.º         | 6.º          | 13.º |      |
| JJ. OO. (Ruta)        | JJ. OO. (Ruta)        | No disputado | No disputado | No disputado | Ab.  | No disputado | No disputado | No disputado | 101.º | No disputado | No disputado | No disputado | Ab.  | No disputado | No disputado | No disputado | No disputado | 53.º | ND   |
| JJ. OO. (CRI)         | JJ. OO. (CRI)         | No disputado | No disputado | No disputado | 15.º | No disputado | No disputado | No disputado | —     | No disputado | No disputado | No disputado | —    | No disputado | No disputado | No disputado | No disputado | —    | ND   |
| Mundial en Ruta       | Mundial en Ruta       | —            | —            | —            | —    | —            | 40.º         | —            | 28.º  | 4.º          | 40.º         | 42.º         | —    | —            | 49.º         | —            | 15.º         | —    | —    |
| Mundial Contrarreloj  | Mundial Contrarreloj  | —            | 16.º         | 19.º         | —    | —            | —            | —            | —     | —            | —            | —            | —    | —            | —            | —            | —            | —    | —    |
| Italia en Ruta        | Italia en Ruta        | —            | —            | —            | —    | 18.º         | —            | —            | 5.º   | —            | 1.º          | 1.º          | —    | 12.º         | 70.º         | Ab.          | 11.º         | 9.º  | 21.º |
| Italia Contrarreloj   | Italia Contrarreloj   | —            | —            | 2.º          | —    | —            | —            | —            | —     | —            | Des.         | —            | —    | —            | —            | —            | —            | —    | —    |

—: No participa
Ab.: Abandona
Exp.: Expulsado

## Equipos
- Fassa Bortolo (2005)
- Liquigas (2006-2012)
  - Liquigas (2006-2009)
  - Liquigas-Doimo (2010)
  - Liquigas-Cannondale (2011-2012)
- Astana Pro Team (2013-2016)
- Bahrain Merida Pro Cycling Team (2017-2019)
- Trek-Segafredo[20] (2020-2021)
- Astana Qazaqstan Team (2022)

## Récords y marcas personales
- Sexto ciclista en ganar las tres Grandes Vueltas (véase Anexo:Campeones de grandes vueltas).
- Once veces podio en las tres Grandes Vueltas.